# Ptinomorphus imperialis
Espèce
Ptinomorphus imperialis est une espèce d'insectes de l'ordre des coléoptères, de la famille des Anobiidae.